# Directstep
Directstep je 24. studijski album ameriškega jazzovskega klaviaturista Herbieja Hancocka, ki je izšel na Japonskem 21. januarja 1979 pri založbi CBS/Sony.

## O albumu
Directstep je bil sploh eden prvih albumov, ki so izšli na zgoščenki. Webster Lewis je pri snemanju albuma sodeloval kot drugi klaviaturist, da bi lahko tako skupaj s Hancockom obdeloval več plasti elektronske teksture, kar je Hancock želel doseči. Hancock je ponovno posnel skladbo »I Thought It Was You«, ki je prvotno izšla na albumu Sunlight, z vocoderjem pa je postala še bolj elektronska. Na novo je posnel tudi skladbo »Butterfly«, sicer z albuma Thrust, s katero je Directstep postal drugi album s ponovno posneto »Butterfly«. Na albumu je izšla tudi skladba »Shiftless Shuffle«, ki jo je Hancock ponovno posnel in izdal leta 1980 na albumu Mr. Hands.

## Seznam skladb
| Št.             | Naslov                 | Pisec                                                    | Dolžina |
| --------------- | ---------------------- | -------------------------------------------------------- | ------- |
| 1.              | „Butterfly‟            | Herbie Hancock, Bennie Maupin                            | 7:53    |
| 2.              | „Shiftless Shuffle‟    | Herbie Hancock, Paul Jackson, Harvey Mason, Bill Summers | 7:10    |
| 3.              | „I Thought It Was You‟ | Jeffrey Cohen, Herbie Hancock, Melvin Ragin              | 15:27   |
| Skupna dolžina: | Skupna dolžina:        | Skupna dolžina:                                          | 30:30   |

## Glasbeniki
- Herbie Hancock – Fender Rhodes, clavinet, Oberheim, Prophet, Yamaha CS-80, Minimoog, vokali, vocoder
- Webster Lewis – Hammond orgle; Prophet, Yamaha CS-40, ARP String Ensemble, Minimoog, Fender Rhodes, spremljevalni vokali
- Bennie Maupin – sopranski saksofon, tenorski saksofon, lyricon
- Ray Obiedo – električna kitara
- Paul Jackson – bas kitara
- Alphonse Mouzon – bobni
- Bill Summers – tolkala